# TransJakarta
TransJakarta es el Autobús de tránsito rápido de Yakarta inspirado en el Transmilenio de Bogotá. Se le conoce también como Busway o por las iniciales TJ.

## Historia

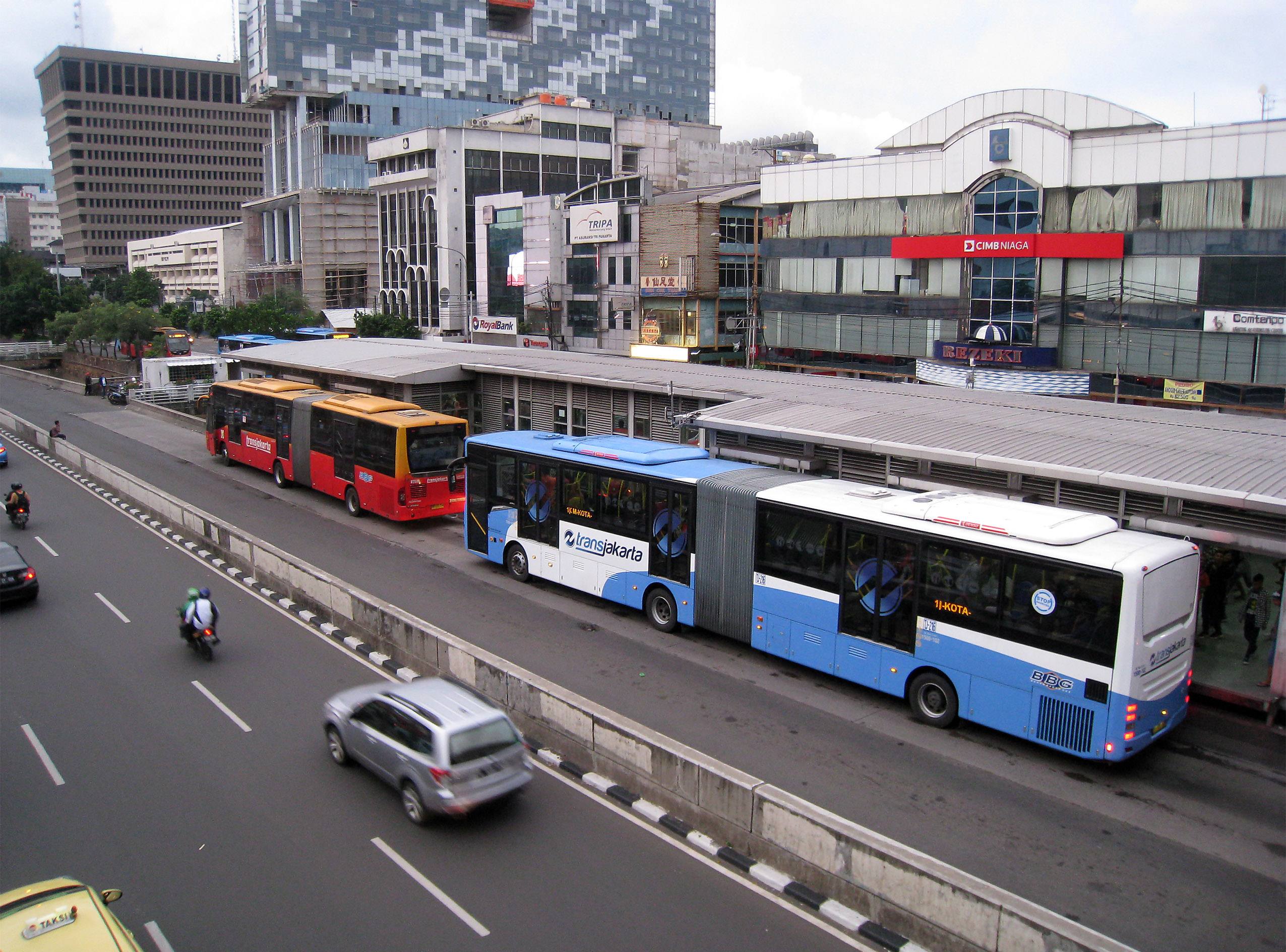
Las líneas principales de bus en la estación central.

La primera línea de TransJakarta fue inaugurada el 15 de enero de 2004. El servicio fue gratuito durante las dos primeras semanas para permitir a las ciudadanos conocer mejor el funcionamiento del sistema. Su operación comercial empezó el 1 de febrero de 2004.
TranJakarta se construyó con el objetivo de brindarles un medio de transporte rápido, cómodo y módico a los ciudadanos de Yakarta. Para cumplir con estos objetivos se le asignó a los buses carriles dedicados y restringidos para otras formas de transporte, y separados por bloques de concreto los cuales se convirtieron en las rutas del TJ, además el costo del tiquete fue subsidiado por el gobierno.
Las diferentes rutas fueron inauguradas en el siguiente orden:
- 15 de enero de 2004: Corredor I, Blok M – Jakarta Kota demostrativo
- 1 de febrero de 2004: Corredor I, Blok M – Yakarta Kota, lanzamiento comercial
- 15 de enero de 2006: Corridor II, Pulogadung-Harmoni
- 15 de enero de 2006: Corridor III, Kalideres-Harmoni
- Enero de 2007, Corridor IV, Pulo Gadung-Dukuh Atas
- Enero de 2007, Corridor V, Kp. Melayu-Ancol
- Enero de 2007, Corridor VI, Ragunan-Kuningan
- Enero de 2007, Corridor VII, Kp. Rambutan – Kp.Melayu

## Críticas
El TJ sufrió inicialmente problemas como por ejemplo que los techos de los buses rozaban con los cielos rasos de los túneles o puentes del ferrocarril.
El sistema sufre de hacinamiento en buses y estaciones así como de baja frecuencia en las rutas, muchas de las usuarias han reportado haber sido víctimas de acoso sexual en el sistema. También han existido casos de buses que se queman solos. El servicio es tan malo que en 2015 el gobernador de Jakarta ofreció disculpas por la mala calidad del mismo.

## Conductores
Para promover la igualdad de sexos TJ recluta un elevado número de mujeres choferes de bus. Ellas constituyen un 30% del total de los conductores.

## Buses

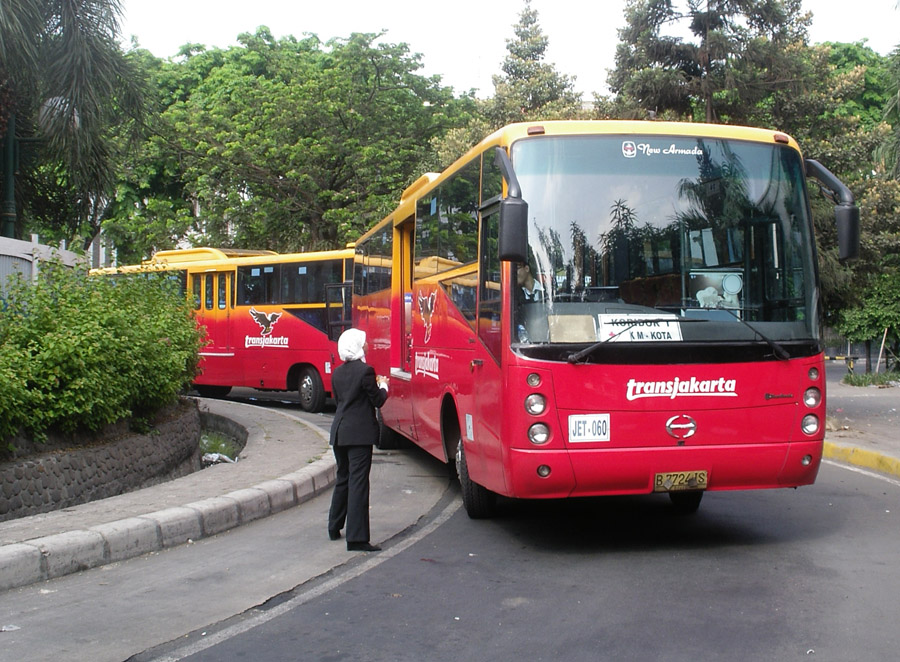
bus de TransJakarta, tipo Hino RG.

La flota de TransJakarta se compone de una variedad de autobuses, tanto en carrocería como en chasis. Los antiguos autobuses de 2 ejes (Hino RG) han sido sustituidos por nuevos autobuses rígidos y articulados con mejor tecnología.
Los buses pintados en colores amarillo y rojo para ciertos corredores, de y azul y blanco para otros.
La capacidad de los buses es de 30 pasajeros sentados y 55 de pie, aunque en las horas pico estos números normalmente se exceden.
Las puertas de los buses están localizadas en la mitad del bus a la izquierda y a la derecha y están colocadas a una altura mayor de lo normal para que los buses sólo puedan ser abordados desde las estaciones. Las puertas son controladas por los conductores, aunque los buses más nuevos tiene puertas que se deslizan para permitir el cerrado cuando hay sobrecupo. Barreras de vidrio-acrílico se utilizan para proteger a los pasajeros ubicados cerca de las puertas deslizables.
Las sillas se orientan mirando hacia el pasillo del bus. Este diseño permite optimizar el número de pasajeros que se puede transportar durante la hora pico.
Los buses del corredor I son acolchonados, mientras que los buses de otros corredores no lo son, por lo tanto no son tan cómodos.

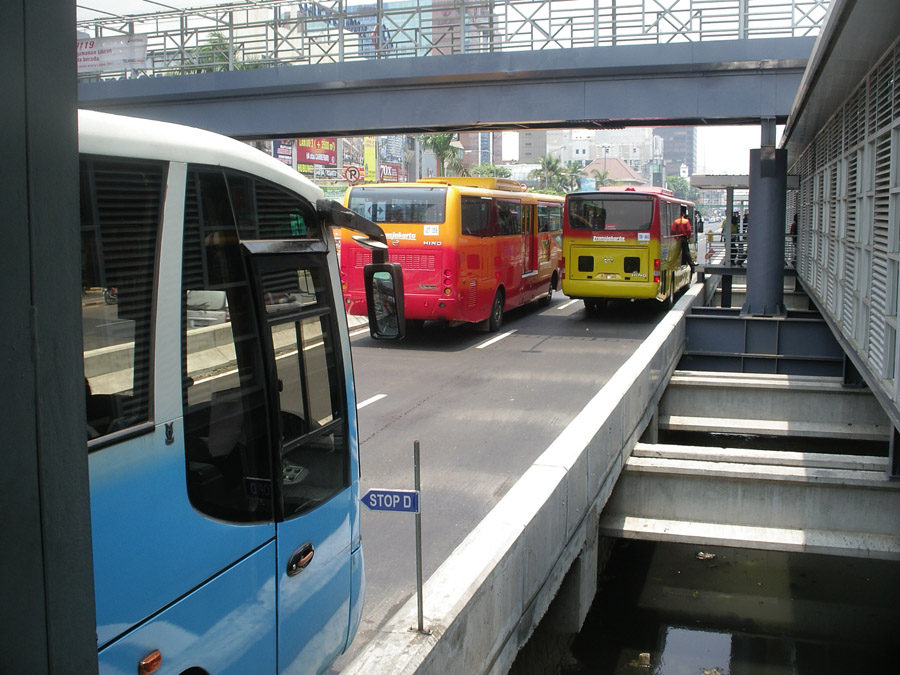
Un bus del TJ desde la estación.

Los buses además del aire acondicionado están dotados con un sistema automático que dispersa ambientadores con fragancia.
Los buses tienen parlantes y pantallas electrónicas que anuncian los nombres de las estaciones en Indonesio y en inglés.

## Estaciones
Las estaciones del TJ son diferentes a los paraderos tradicionales de buses. Estos están ubicados en medio de las avenidas y se llegó a ellos a través de puentes peatonales. Además, algunos de ellos cuentan con sistema de ascensor.

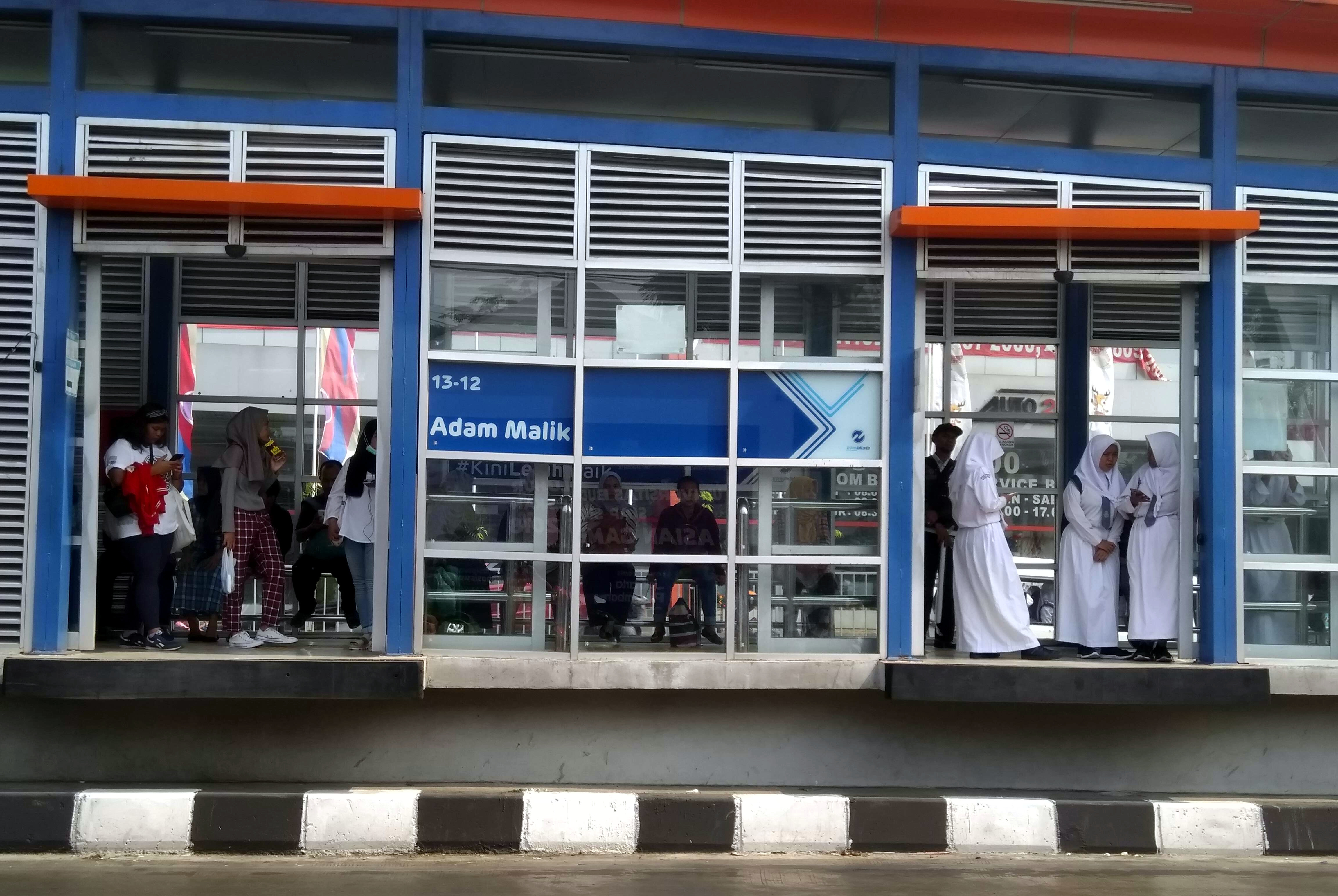
Estación de Adam Malik.

Las estaciones están hechas de aluminio, acero y vidrio. La ventilación es posible a través de finas ranuras en el metal. Los pisos están hechos con plaquetas de metal o de concreto. Las puertas de la estación se abren automáticamente cuando los buses llegan. Los puentes de acceso están hechos en forma de rampa para permitir el acceso a las personas con discapacidad.
Para entrar a las estaciones se usa una tarjeta prepagada con el número deseado de viajes que el pasajero ha comprado. La tarjeta se coloca sobre un censor sobre la barrera de entrada y el sistema automáticamente sustrae el viaje y despliega un balance del número de viajes que quedan y deja entrar al pasajero. El recargado de las tarjetas se puede hacer en las estaciones. La ventaja de este sistema de pasajes es que el pasajero no necesita entrar a la cola cada que usa el servicio. Una desventaja es que el pasajero no puede hacer uso del descuento que se otorga por usar el servicio temprano, el cual sólo s vende individualmente (un viaje a la vez).

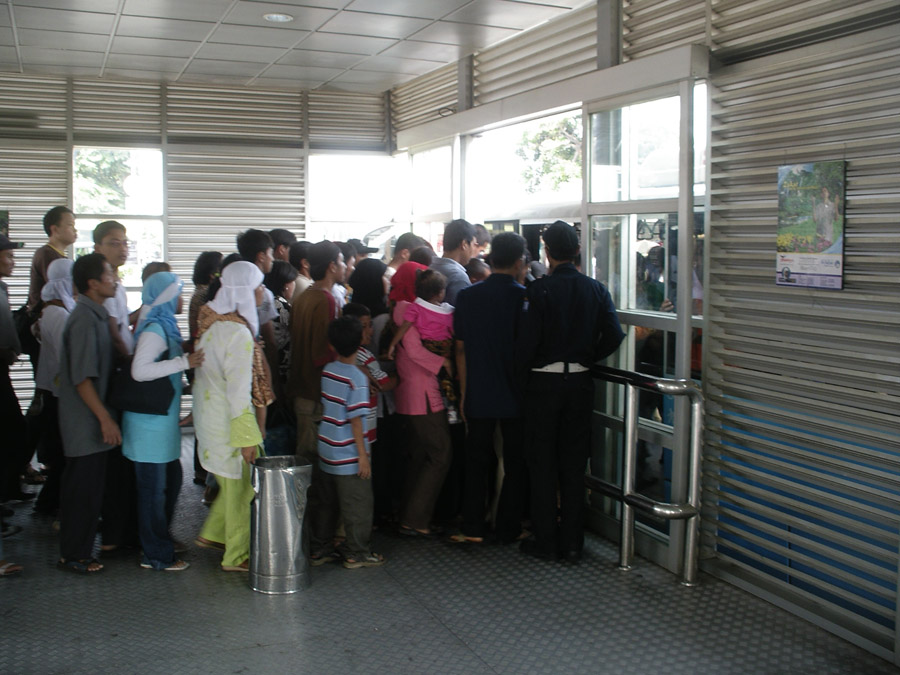
Pasajeros esperando por entrar al bus.

Boletines gratuitos de “Trans Kota” se están disponibles en las estaciones para que los pasajeros puedan leer mientras hacen el viaje o esperan por el bus que los lleva a su destino. Los contenidos varían desde deportes, farándula, crimen, salud, noticias del TJ, etc.
Una de las estaciones más grandes del TJ es la Harmoni Central Busway (HCB), la cual se construyó sobre el río Ciliwung y proporciona interconexión entre los corredores I, II y III. El diseño es para una capacidad de 500 personas, tiene 6 puertas. Se critica que para la construcción de esta estación se sacrificaron demasiados árboles. Un árbol viejo se protegió porque fue declarado de interés histórico, sin embargo el árbol fue posteriormente destruido por un grupo religioso llamado Pemuda Perstuan Islam. Su objetivo fue demostrar que el árbol no poseía ninguna cualidad sobrenatural como alguna gente creía.

## Líneas

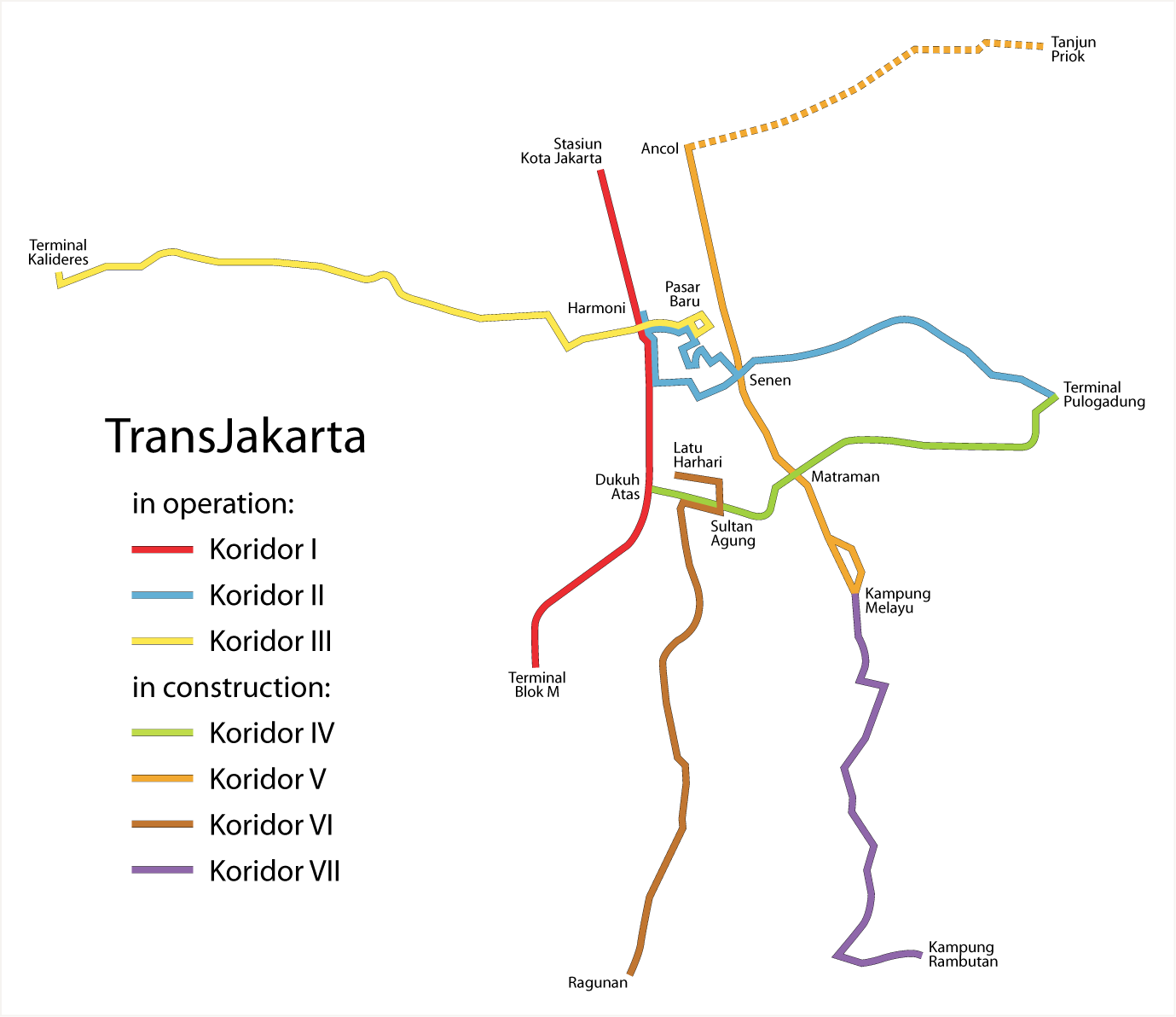
Topología de la red en 2007.

La primera línea abierta al público fue el Corredor I, con una longitud de 12.9 km a lo largo de la ruta Blok M-Kota.

### Corredor I (Bus rojo)
| - Blok M Terminal - Masjid Agung - Bundaran Senayan - Gelora Bung Karno - Polda Metro Jaya - Bendungan Hilir - Karet - Setiabudi - Dukuh Atas - Tosari |  | - Bundaran HI - Sarinah - Bank Indonesia - Monumen Nasional - Harmoni (Intercambio con Corridors II, III) - Sawah Besar - Mangga Besar - Olimo - Glodok - Jakarta Kota Station |

### Corridor II (Bus azul)

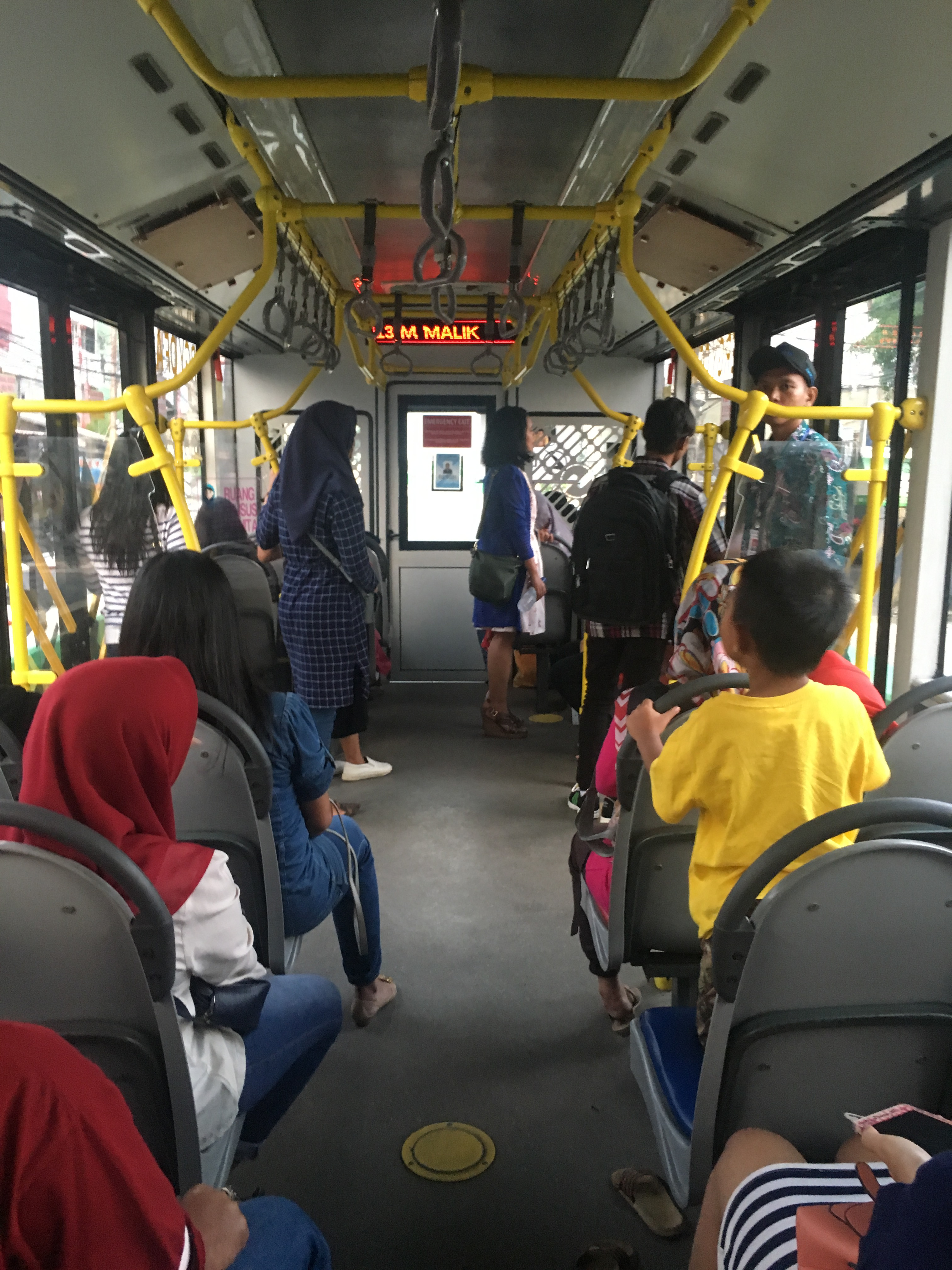
Al interior de un bus.

Corridor II (Pulogadung-Harmoni) empezó operación el 15 de enero de 2006.
A Harmoni
| - Terminal Pulo Gadung - Bermis - Pulomas - ASMI - Pedongkelan - Cempaka Timur - Rumah Sakit Islam - Cempaka Tengah - Pasar Cempaka Putih - Rawa Selatan |  | - Galur - Senen (Intercambio con Corridor V) - Atrium - RSPAD - Deplu - Gambir 1 - Istiqlal - Juanda (Intercambio con Corridor III) - Pecenongan (Intercambio con Corridor III) - Harmoni Central Busway (Intercambio con Corridor I, III) |

A Pulo Gadung
| - Harmoni Central Busway - Balai Kota - Gambir 2 - Kwitang - Senen - Galur - Rawa Selatan - Pasar Cempaka Putih - Cempaka Tengah - Rumah Sakit Islam |  | - Cempaka Timur - Pedongkelan - ASMI - Pulomas - Bermis - Terminal Pulo Gadung |

### Corredor III (Bus amarillo)

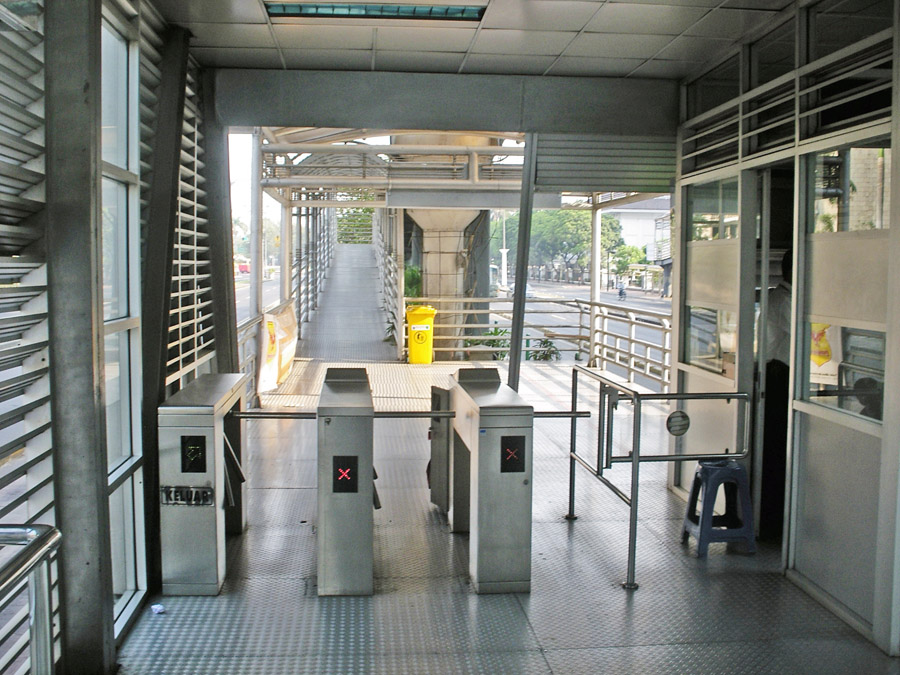
La registradora de pasajes.

Corredor III (Kalideres-Harmoni) empezó operación el 15 de enero de 2006.
| - Kalideres - Pesakih - Sumur Bor - Rawa Buaya - Jembatan Baru - Dispenda - Jembatan Gantung - Taman Kota |  | - Indosiar - Jelambar (anteriormente llamada Citraland) - Harmoni (to Pasar Baru) (Intercambio con Corridors I, II) - Pecenongan (Intercambio con Corridor II) - Juanda (Intercambio con Corridor II) - Pasar Baru |

### Corredor IV (Bus gris)
Corredor IV (Pulo Gadung-Dukuh Atas) empezó operación el 27 de enero de 2007.
| - Terminal Pulo Gadung - Pasar Pulo Gadung - TU Gas - Layur - Velodrome - Sunan Giri - UNJ - Pramuka LIA - Utan Kayu - Pasar Genjing |  | - Matraman 2 (Intercambio con Corridor V) - Manggarai - Pasar Rumput - Halimun (Intercambio con Corridor VI) - Dukuh Atas 2 (Intercambio con Corridor I) |

### Corredor V
Corredor V (Kampung Melayu-Ancol) empezó su operación el 27 de enero de 2007.
| - Kampung Melayu - Pasar Jatinegara (hacia Kampung Melayu) - Kebon Pala - Slamet Riyadi - Tegalan - Matraman 1 (Intercambio con Corridor IV) - Salemba UI - Kramat Sentiong NU - Pal Putih - Senen Central (Intercambio con Corridor II) |  | - Budi Utomo - Pasar Baru Timur - Jembatan Merah - Pademangan - Ancol |

### Corredor VI
Corredor VI (Ragunan-Kuningan) empezó su operación el 27 de enero de 2007.
| - Ragunan - Departemen Pertanian - SMK 57 - Jati Padang - Pejaten - Buncit Indah - Warung Jati - Imigrasi - Duren Tiga - Mampang Prapatan |  | - Kuningan Timur - Patra Kuningan - Depkes - GOR Sumantri - Karet Kuningan - Kuningan Madya Aini - Setiabudi Utara - Latuharhari (to Halimun) - Halimun (Interchange to Corridor IV) |

### Corredor VII
Corredor VII (Kampung Rambutan-Kampung Melayu) empezó su operación el 27 de enero de 2007.
| - Kampung Rambutan - Tanah Merdeka (to Kampung Melayu) - Fly Over Bogor Raya - Rumah Sakit Harapan Bunda - Pasar Induk Kramat Jati - Pasar Kramat Jati - Cililitan - BKN - Cawang UKI - BNN - Cawang Otista |  | - Gelanggang Remaja - Bidara Cina - Kampung Melayu (Intercambio con Corridor V) |

### Líneas planeadas
Todas las líneas planeadas se construirán en 2007 y serán operacionales en 2008
La administración de la ciudad de Yakarta se ha comprometido a construer 15 corredores viales de TJ hacia el 2010.
- Línea 8

Lebak Bulus Terminal - Harmoni Central Busway
Longitud (km): 18 km
- Línea 9

Pinang Ranti Terminal - Pluit
Longitud (km): 15 km
- Línea 10

Cililitan -Tanjung Priok Terminal
Longitud (km): 15 km